# NGC 2976
NGC 2976 је спирална галаксија у сазвежђу Велики медвед која се налази на NGC листи објеката дубоког неба.
Деклинација објекта је + 67° 55' 3" а ректасцензија 9h 47m 14,7s. Привидна величина (магнитуда) објекта NGC 2976 износи 10,1 а фотографска магнитуда 10,8. Налази се на удаљености од 2,830 милиона парсека од Сунца. NGC 2976 је још познат и под ознакама UGC 5221, MCG 11-12-25, CGCG 312-23, KUG 0943+681, PGC 28120.